# Mirabilia Urbis Romae

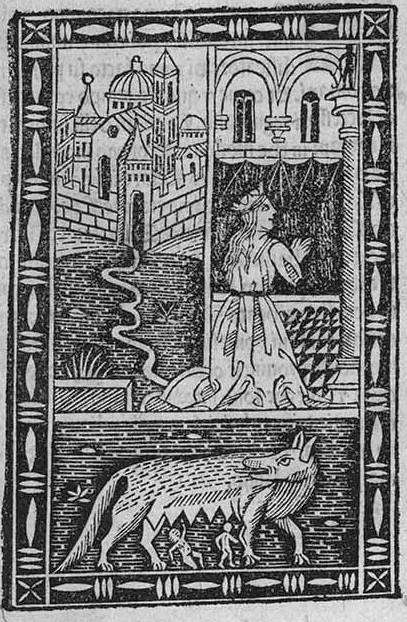
Mirabilia urbis Romae, 1499

Mirabilia Urbis Romae („Divy města Říma“) je středověký latinský text, který byl hojně opisován a sloužil generacím poutníků a turistů jako průvodce po městě Římě. Originál, který napsal kanovník svatého Petra, pochází ze 40. let 12. století. Text se dochoval v mnoha rukopisech.

## Původní text
Autor, jehož identita není známa a který nebyl příliš obeznámen s historickou kontinuitou města, popsal památky Říma s výraznou dávkou vlastní invence. Spis plný legend zůstal standardním průvodcem po městě až do 15. století. V době jeho vzniku byla obydlená část Říma (abitato) malým městem ležícím v zátoce řeky Tibery, obklopeným ruinami velkého antického města, kde se mezi stojícími hradbami a branami starověkého města rozkládala pole, na nichž se pásl dobytek, ovce a kozy mezi chrámy a lázněmi, čímž dostalo římské fórum své jméno Campo Vaccino („kravská pastvina“). Průvodce přinášel poznatky pro poutníky, ale také upozorňoval na pohanské památky, které často poutaly větší pozornost než ty křesťanské. Mirabilia obsahovala příběhy v souvislosti s reálnými díly, ale s chybnými či vybájenými údaji, např. Kastor a Pollux se tu objevují jako dva mladí filozofové, kteří přišli do Říma za dob Tiberia, na Kapitolu byly údajně nádherné paláce ze zlata a stříbra, na Foru se nacházel chrám bohyně Vesty, v jehož sklepeních bydlel drak, nebo  socha Marka Aurelia byla uvedena jako socha císaře Konstantina.
Legenda, která měla vysvětlit, jak mohl Řím ovládat obrovskou říši, mluví o paláci Salvatio Romae na Kapitolu, na jehož střeše byly sochy všech podmaněných národů se zvonci kolem krku, Když se nějaký národ chtěl vzbouřit, zvonec zazněl a Řím mohl rychle zasáhnout. Na Palatinu měl zase být pohřben obr Palant, jehož tělo zůstalo neporušeno a u hlavy mu hořel oheň, jehož světlo nebylo možno zhasnout.

## Historicko-literární kontext
V 9. století byl vytvořen významný dokument známý jako Itinerarium Einsidlense, uložený v knihovně opatství Einsiedeln pod označením Codex 326. Itinerarium je strukturováno jako moderní cestovní průvodce s dvanácti trasami skrz město, popisujícími antické a křesťanské památky Říma. Autor je neznámý a není ani jisté, zda byl sám poutníkem nebo zda své dílo sestavil pouze z dřívějších zpráv.
Mirabilia Romae představují sbírku textů, které zahrnují nejen samotná Mirabilia, ale také další díla jako Historia Romana a další. Tato díla se datují od 10. do 12. století. Mirabilia jsou rozdělena do tří částí: první část seznamuje čtenáře s antickými stavbami, druhá se zabývá legendami spojenými s těmito stavbami, a třetí část je jakýmsi průvodcem po městě s důrazem na antické chrámy a paláce. Mirabilia, ačkoliv jsou důkladným záznamem antických památek, nebyla primárně zamýšlena jako průvodce pro poutníky.
Graphia Aureae Urbis Romae je syntézou Mirabilia a Graphia-libellus, která vznikla po roce 1156. Tento text přináší legendární vyprávění o založení Říma a popisuje křesťanský Řím spolu s ceremoniálem císařského dvora.
Indulgentiae urbis Romae, popisující římské kostely, jejich relikvie a dostupné odpustky, se objevily v polovině 12. století a rozšířily se zejména v 14. a 15. století. První tištěná verze se objevila v roce 1475, ale byla mnohem stručnější než předchozí rukopisné a prvotiskové verze. V 16. století ztratily tyto texty na popularitě, což bylo způsobeno mimo jiné reformací a úpadkem poutnického hnutí po Sacco di Roma v roce 1527. Oživení poutnického hnutí v Římě nastalo až s protireformací.

## Revize a rozšíření jinými autory
Od pontifikátu Bonifáce VIII. (1294–1303) po pontifikát Jana XXII. (1316–34) byl text revidován a rozšiřován. Jeho autorita zůstávala neotřesitelná až do 15. století, kdy se dva autoři pokusili jej překonat novými popisy z perspektivy čerstvé renesance. Jedním byl Descriptio urbis Romae od Leona Battisty Albertiho, napsaný kolem roku 1433. Druhým byl Roma instaurata od Flavia Bionda, napsaný v roce 1444 a šířený v rukopisech; tištěn byl v roce 1481.
Mirabilia byla tištěna hned po nálezu knihtisku a patřila mezi nejstarší inkunábule publikované německými tiskaři v Římě. I když docházelo k postupným změnám, titul zůstal původní.
V 15. století byl přidán seznam římských kostelů a chronologický přehled králů a císařů až po Konstantina. S rostoucím zájmem o antiku a archeologické objevy byla fantastická část Mirabilia nahrazena průvodcem po ruinách města. Část z 15. století byla rozšířena a cizinci mohli prozkoumat město za tři dny s pomocí místního průvodce. Současná umělecká díla však nebyla vůbec zahrnuta.

## Studium rukopisů archeology
Moderní kritickou pozornost na různé verze Mirabilia Urbis Romae poprvé upoutal archeolog křesťanského Říma 19. století, Giovanni Battista de Rossi v díle Roma Sotterranea (sv. I, 1864, str. 158ff). Edice Louise Duchesna v Liber Censuum de l'Eglise Romaine (I, Paříž, 1905, str. 262-73) poskytla v 9. z 18 svazků text originálu s variantami dalších čtyř rukopisů. V roce 1889 Francis Morgan Nichols vydal první anglický překlad, který byl znovu vydán v roce 1986 nakladatelstvím Italica Press.

## Obsah
Obsah Mirabilií se dělí do následujících oddílů, přičemž názvy kapitol jsou převzaty z Liber Censuum:
De muro urbis (o městské hradbě); De portis urbis (o branách města); De miliaribus (o milnících); Nomina portarum (názvy bran); Quot porte sunt Transtiberim (kolik bran je za Tiberou); De arcubus (o obloucích); De montibus (o kopcích); De termis (o lázních); De palatiis (o palácích); De theatris (o divadlech); De locis qui inveniuntur in sanctorum passionibus (o místech zmiňovaných v utrpění svatých); De pontibus (o mostech); De cimiteriis (o hřbitovech); De iussione Octaviani imperatoris et responsione Sibille (o otázce císaře Oktaviána a odpovědi Sibyly); Quare facti sunt caballi marmorei (o sochách mramorových koní); De nominibus iudicum et eorum instructionibus (a názvech soudců a jejich instrukcích); De columna Antonii et Trajani (o Antoniově a Trajánově sloupu); Quare factus sit equus qui dicitur Constantinus (o jezdecké soše císaře Konstantina); Quare factum sit Pantheon et postmodum oratio B. (proč byl postaven Pantheon a později oratoř B.); Quare Octavianus vocatus sit Augustus et quare dicatur ecclesia Sancti Petri ad vincula (proč byl Oktavián nazván Augustem a proč se kostel svatého Petra ad Vincula tak jmenuje); De vaticano et Agulio (o Vatikánu a Jehle, Caesarově obelisku); Quot sunt templa trans Tiberim (kolik je chrámů za Tiberou); Predicatio sanctorum (kázání svatých).